# ライノ・エンタテインメント
ライノ・エンタテインメント（Rhino Entertainment）は米国ワーナー・ミュージック・グループ配下のレコードレーベル。1950年代 - 1990年代のオムニバスアルバムや企画物、再発物を主とする。
もともとラインナップとして1950年代 - 1970年代のアーティストの再発（リイッシュー）、ベスト盤をリマスタリングしたり、オムニバスや1940年代のワーナー映画のサウンドトラックのリリースが主であった。また、一時は『死霊の盆踊り』などのファンタスティックな映画作品のビデオ化なども行っていた。その流れで『美少女戦士セーラームーン』のアメリカ盤ヒット曲集のアルバム（内容はアメリカで作曲・録音されたもの）を発売したりもした。現在はワーナー所属アーティスト（シカゴ、エンヤ等）用のレーベルとしても活動している。

## 沿革
- 1973年 レコード店としてリチャード・フースが設立。
- 1978年 店長のハロルド・ブロンソンによりパンクロックのレーベルとして発足。
- 1980年代半ばにモンキーズの全版権をレイバートプロダクションから取得した。以降オリジナルアルバムのみならず未発表作品やビデオ、DVDを発売している。
- レイバートプロダクションに関連したトッド・ラングレンのナッズを再発、その後トッド・ラングレンのソロやユートピアのカタログ再発売に成功する。
- 1986年 キャピトル・レコードと流通契約を結ぶ。
- 1989年 キャピトル・レコードの親会社EMIがルーレット・レコード（英語版）を買収。ルーレット・レコードの米国版権をライノに移管。
- 1992年 キャピトルとの流通契約終了。ワーナー・ミュージック・グループと流通契約締結。同時にタイム・ワーナーがライノの株式の過半数を取得してワーナー傘下に。
- 1998年 残りの株式をワーナーが取得して完全子会社化。
- 1999年 ライノ・ハンドメイドレーベル設立。
- 2004年 タイム・ワーナーが音楽部門ワーナー・ミュージック・グループを売却。現在タイム・ワーナーとワーナー・ミュージック・グループに資本関係はない。